# Sol Rojo (Edgar Negret)

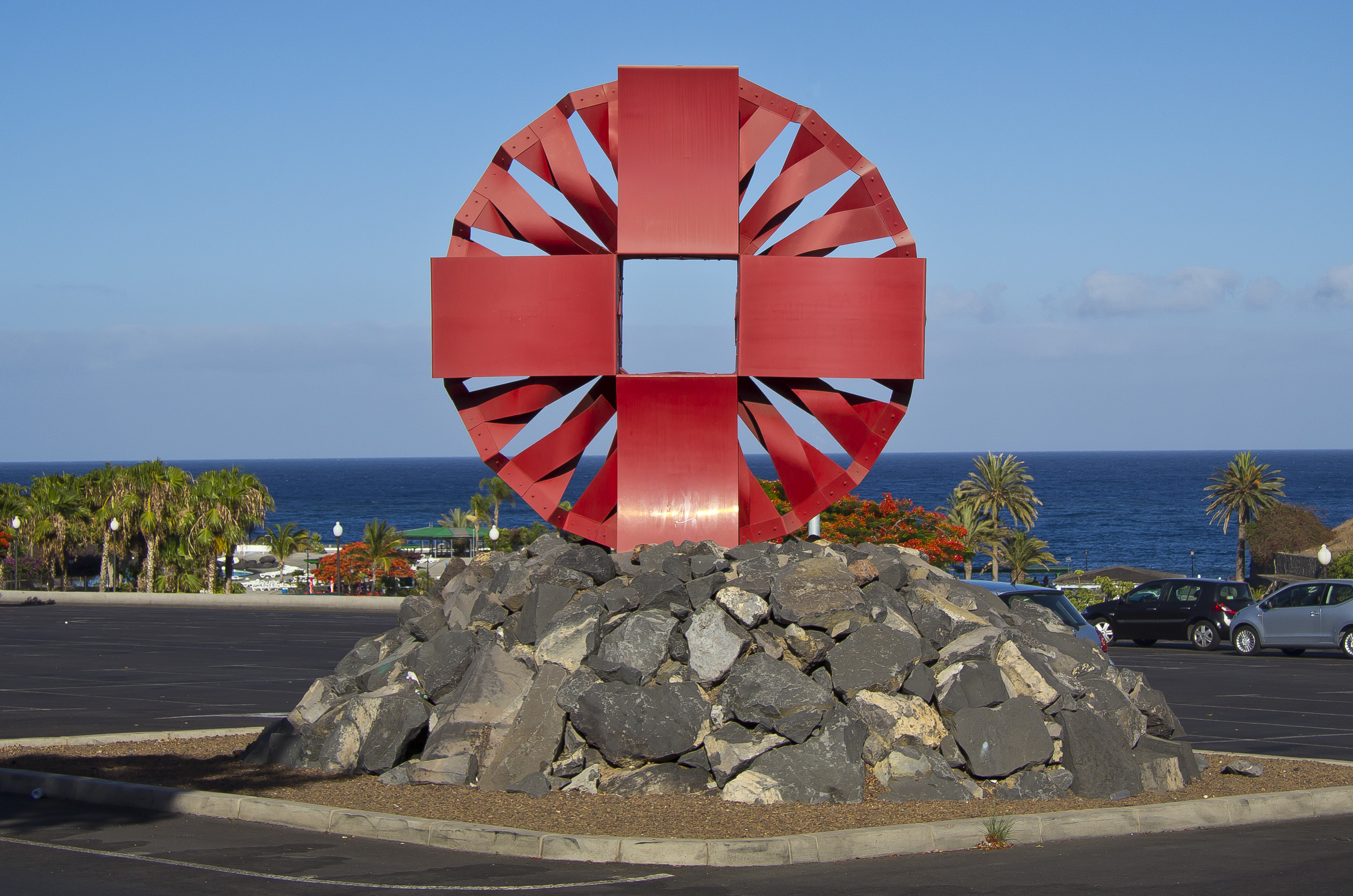
Sol Rojo de Edgar Negret en su antiguo emplazamiento junto al Parque Marítimo

Sol Rojo es una escultura de aluminio situada en Santa Cruz de Tenerife (Canarias, España). Fue realizada por el escultor colombiano Edgar Negret en 1995 para la II Exposición Internacional de Escultura en la Calle celebrada en la ciudad (1994-1995). Actualmente se encuentra en el parque de La Granja tras muchos años ubicada frente al Parque Marítimo César Manrique.

## Descripción
La escultura de aluminio policromado de color rojo se alza sobre una base rectangular de hormigón. Está compuesta por cuatro módulos que, unidos mediante remaches, se disponen formando una cruz griega inscrita en una circunferencia y en cuyo centro presenta una oquedad. Tal y como indica su nombre se trata de una alegoría al Sol.

## Historia
El artista solamente envió a la isla una maqueta 1:10 de su obra , siguiendo ésta, sería el becario Manuel Suárez quien realizaría la escultura de 4 x 4 x 1 metros. En este trabajo contaría con la supervisión de Drago Díaz y Manel Aldeguer, profesores de la Facultad de Bellas Artes de la Universidad de La Laguna.
En 2024 la obra es restaurada y trasladada a una nueva ubicación en el parque de La Granja. 